# Mai Phương Thúy
Mai Phương Thúy (Hanoi, 6 agosto 1988) è una modella e attrice vietnamita.
Con il suo metro e ottanta di statura, è la più alta Miss Vietnam mai incoronata dal concorso. Al momento dell'incoronazione Mai Phuong Thuy era una studentessa presso il RMIT Vietnam.
Ha in seguito rappresentato il Vietnam in occasione del concorso di bellezza internazionale Miss Mondo 2006 che si è tenuto a Varsavia in Polonia il 30 settembre. Mentre il concorso è stato vinto da Miss Repubblica Ceca, Mai Phuong Thuy è riuscita comunque ad arrivare fra le prime diciassette finaliste.
Nello stesso anno è stata votata dal sito globalbeauties.com nella Top 50 dell'annuale Miss Grand Slam. Nel 2007 invece Mai Phương Thúy ha recitato nel ruolo della protagonista, Lam Uyen Nhi, nel film Negative (2007), storia vera di una vittima dell'HIV, che conduce una vita di sofferenza e solitudine.